# يوغياكارتا
يوغياكارتا (بالإنجليزية: Yogyakarta)‏ هي مدينة تقع في إندونيسيا في يوغياكارتا. يقدر عدد سكانها بـ 388,088 نسمة ومساحتها 32.5 كم2 .

## المدن التوأمة
مدينة بعلبك هي مدينة توأمة لـيوجياكارتا.

## أعلام
- يوب أفي
- يايوك باسوكي
- تشيلمان أريسمان
- حلمي جوهانس
- ميجاواتي سوكارنوبوتري